# Wehrgraben (Gewässer, Steyr)
Der Wehrgraben, auch Wehrwasser, ist ein Kanal des Steyrflusses in der Statutarstadt Steyr in Oberösterreich.

## Lauf, Hydrographie und Geschichte
Der Wehrgraben liegt westlich steyraufwärts der Altstadt. Es ist ein linkes Nebengerinne, und rinnt durch die Ortslage Wehrgraben im Stadtteil Steyrdorf.
Der Mühlkanal wird am St.-Anna-Wehr der Steyr ausgeleitet. Es gibt dann mehrere Wehre und zwei Überleitungsgerinne zurück zur Steyr. Er mündet nach 1½ Kilometern gegenüber der Altstadt, unterhalb des Haindlmühlwehrs der Steyr, etwa 150 Meter oberhalb der Steyrmündung. Er führt etwa die Hälfte des Normalwassers vom Steyrfluss.
Der Mühlkanal hieß ursprünglich auch Saichgraben, ein Name, der 1572 als „von uraltersher in etlicher Menschen Gedächtnis bestehend“ genannt ist, später dann Mühlwasser oder Werkwasser.
Er ist wohl ein natürlicher Arm des hier einst verzopften Laufs der Steyr, der schon im Mittelalter, im 13. oder spätestens 14. Jahrhundert, verbaut wurde. Der Kanal wurde im 15. Jahrhundert eingetieft. Schon 1529 und 1585 finden sich strenge wasserwirtschaftliche und rechtliche Regelungen, die Wehrgrabenordungen. 1525 sind vier Gewerbezentren, Zeugstätten genannt, nachweisbar. Im 19. Jahrhundert entstanden hier die Werndl-Werke, später Österreichische Waffenfabriksgesellschaft, die dann in die Steyr-Werke in Steyr–Ennsdorf übersiedelten. Bis ins frühe 20. Jahrhundert wurde ein Gutteil der Betriebe hier stillgelegt.
Die 1. Zeugstätte (Denkmal Gitterstickerei) liegt kurz nach Beginn des Wehrgrabens, am Fuß das Hammerschmiedberges im alten Aichet. Hier befindet sich eine Wehranlage (⊙), Der alte Werkskanal Saggraben, der unterhalb des St.-Anna-Wehrs ausgeleitet wurde, ist inzwischen aufgelassen. Diese Zeugstätte ist vermutlich das älteste Werk. Hier befand sich später unter anderem eine um 1700 errichtete Papiermühle (Neumühle). Am Saggraben lag die Plautzische Säge, 1621 ebenfalls zu einer Papierfabrik umgebaut.
Nördlich der Gsanginsel, unterhalb der Wiesenburgbrücke, liegt die Große Falle (⊙), die ein Entlastungsgerinne zurück zur Steyr bei der Schwimmschulbrücke reguliert.
Kurz laufabwärts befand sich die alte Manchesterfabrik (Denkmal Baumwolldruckerei), vermutlich 1804 errichtet und 1826 erweitert. Sie hatte ehemals ein Wehr mit Ablauf zur Steyr, der heute zugeschüttet ist.
Die 2. Zeugstätte (Denkmal Wohn-, Industriekomplex), südlich vom Wieserfeld, bei der heutigen Direktionsbrücke, ist 1525 als Hans Pachs neues Zeug genannt. und hieß auch Altmühle oder Papierzeug, hier befand sich eine weitere Papiermühle. Die Schleife wurde  1614 zum Kupferhammer, später Drahtzug, Sensenschmiede, und zuletzt das Wohnhaus von Franz Werndl.
Das Wehr (⊙) betreibt ein um 1910 gebautes Kleinwasserkraftwerk der Hack–Werke, das später über eine Kabelstrecke die elektrische Energie in das Hauptwerk der Steyrwerke lieferte. Es wurde 2007 neu in Betrieb genommen.
Dort befindet sich auch ein zweites Regulierwehr, die Kupferhammerfalle (⊙), an der das Oberwasser zur Steyr ausgeleitet wird. An dessen Mündung liegt das heutige Museum Arbeitswelt.
Die 3. Zeugstätte (Denkmal Maschinenhaus) lag am Südende der zweiten Stadtbefestigung, die Außersteyrdorf umfasste (Taborweg–Frauengasse). Sie entstand im 15. oder 16. Jahrhundert Sie hatte ein Betriebswehr (⊙), und einen Überlauf wie auch einen kleinen Werkskanal zur Steyr, die heute nicht mehr bestehen.
Anschließend an der Mündung entstand kurz später die 4. Zeugstätte (diverse Baudenkmale Hack-Werk u. a.), mit der heute auch Hack-Wehr (⊙) genannten Anlage. Hier befand sich der Millnerhammer (heute Fachhochschule), der schon 1584 nachweislich ist. Diese Mühle wurde 1864 das Objekt I der Werndl’schen Waffenfabrik und Sägemühle, ursprünglich ansässig in Oberletten bei Sierning, die sich im Laufe der nächsten Jahre über das ganze Areal ausdehnten. Hier stand auch eine Getreidemühle, die 1750 sechs Wasserräder laufen hatte (ein Wasserrad noch für die Stromerzeugung durch die Stadtgemeinde in Betrieb). Die Anlagen wurden 1875 die Hack’sche Messer- und Besteckfabrik.
Dazwischen befanden sich Länden, Holzstapelplätze und Kohlstadel. Heute ist der Kanal von zahlreichen weiteren historischen Bauten gesäumt, gewerblichen wie bürgerlichen Wohnhäusern, die im Lauf der Zeit angelegt wurden.

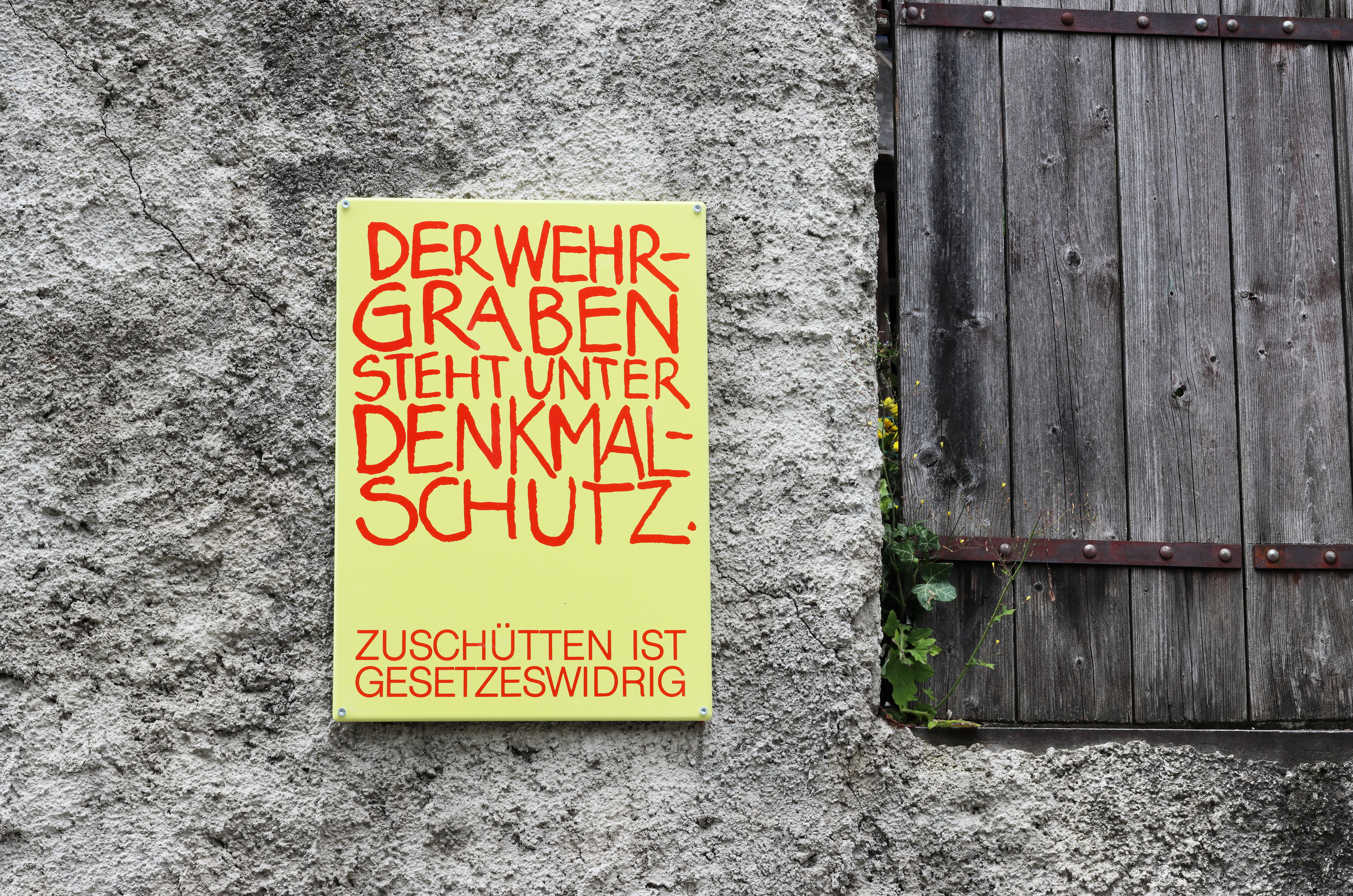
Tafel in der Fabrikstraße, Foto von Juli 2023

In den 1970ern wurden die letzten Kraftwerke des Wehrgraben endgültig abgestellt und demontiert. Im Jahr 1972 beschloss der Steyrer Gemeinderat, das Gerinne durch den Wehrgraben zuzuschütten und die gewonnene Fläche durch modernen Wohnbau aufzufüllen. Nach erstem Widerstand und einem Gutachten der Wiener Universität für Bodenkultur wurden die Pläne 1980 konkretisiert, was zur Gründung der Bürgerinitiative „Rettet den Wehrgraben“ unter dem Steyrer Kunstlehrer Heribert Mader führte. 1983 wurden die Pläne, den Wehrgraben zuzuschütten, endgültig verworfen.
Der ganze Kanal steht seit 1987 als bedeutendes industriegeschichtliches Zeugnis unter Denkmalschutz. Seit 2015 ist hier auch das Schutzensemble Steyrdorf ausgewiesen.
Am 14. Oktober 2023 kam es zu einem Schaden am St. Anna-Wehr, der Wasserstand im Wehrgraben sank ab. Der Wehrgraben wurde abgefischt und mit Pumpen bewässert.

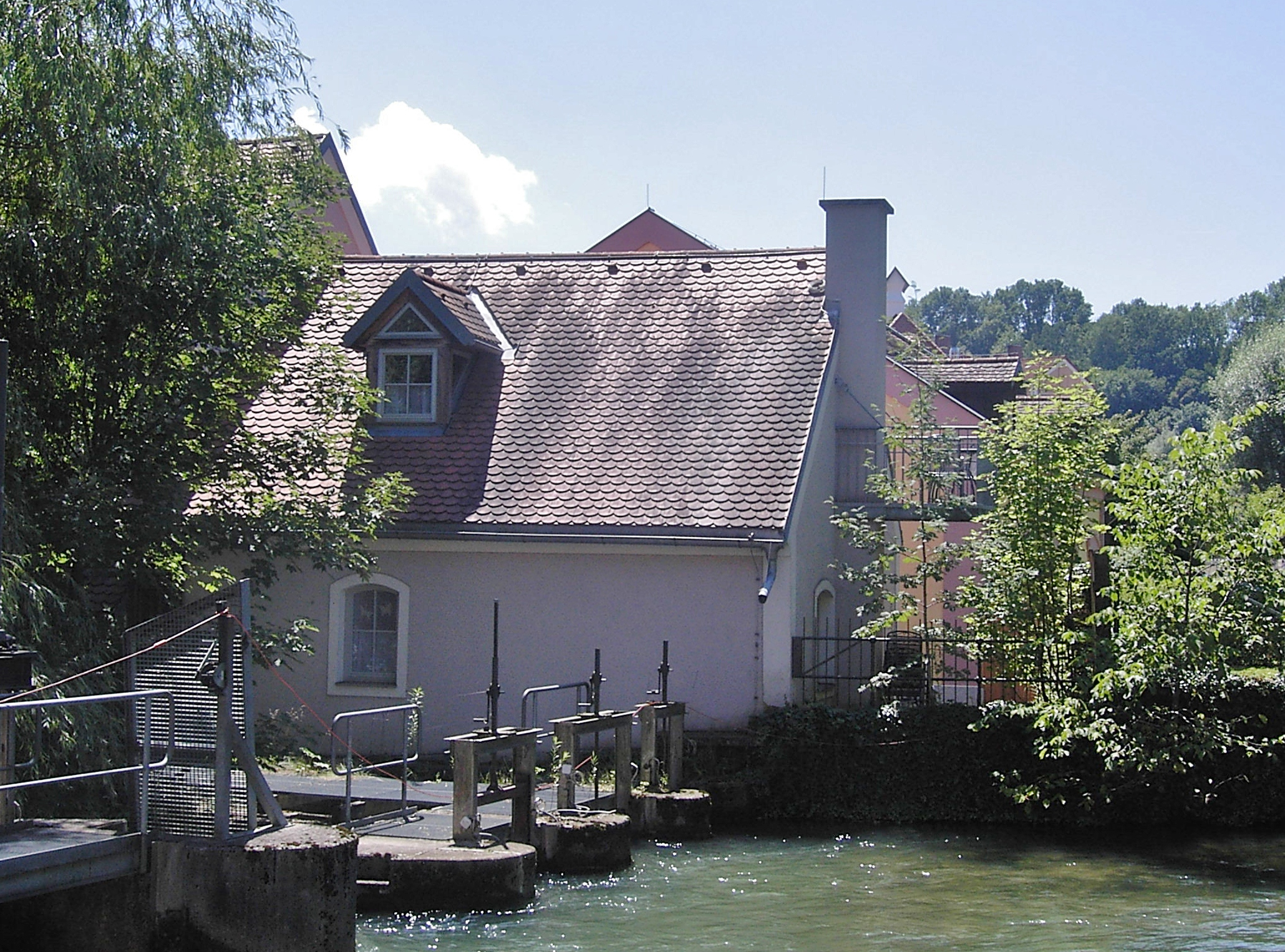
1. Zeugstätte (Gitterstickerei)
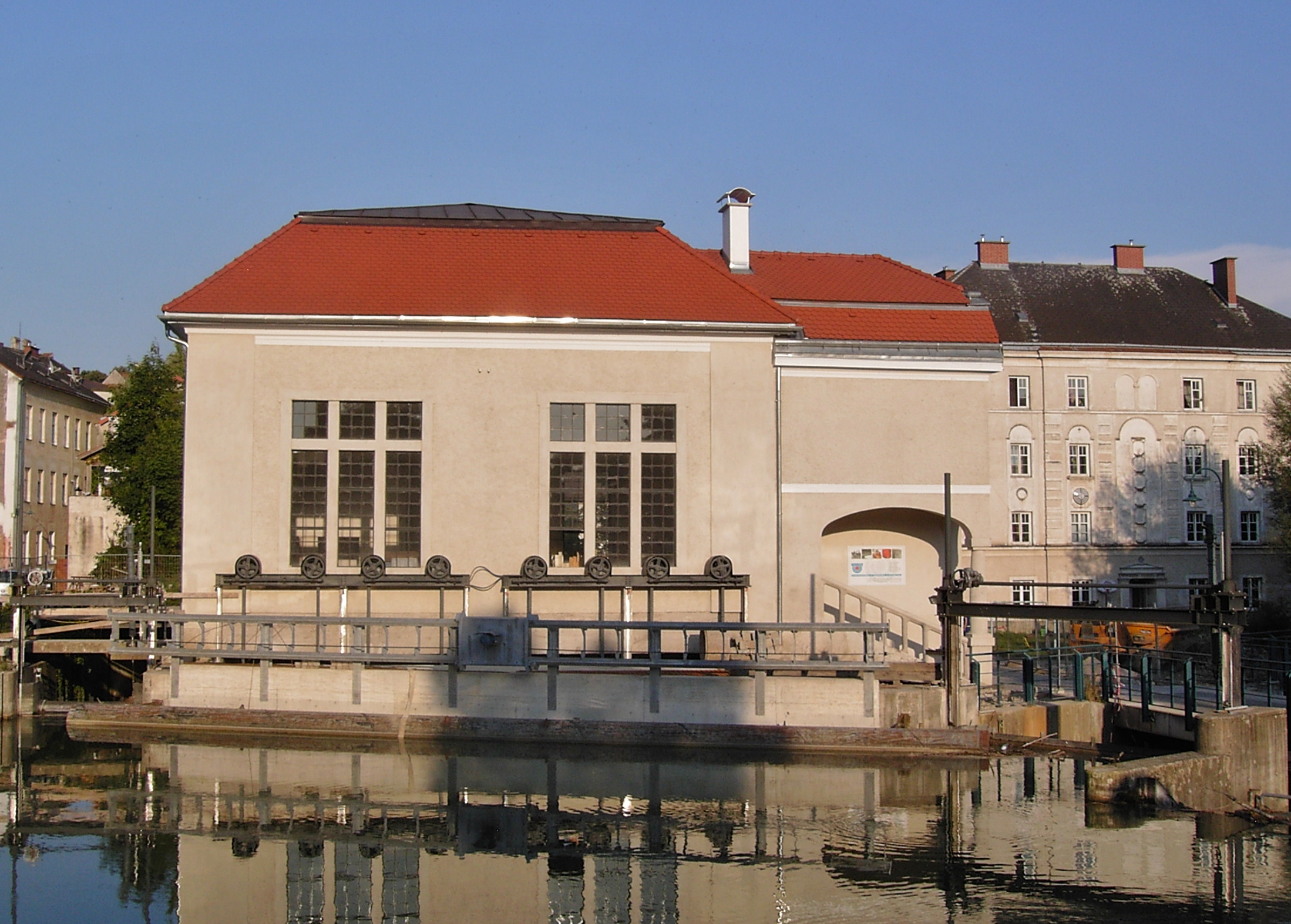
2. Zeugstätte (Industriekomplex)
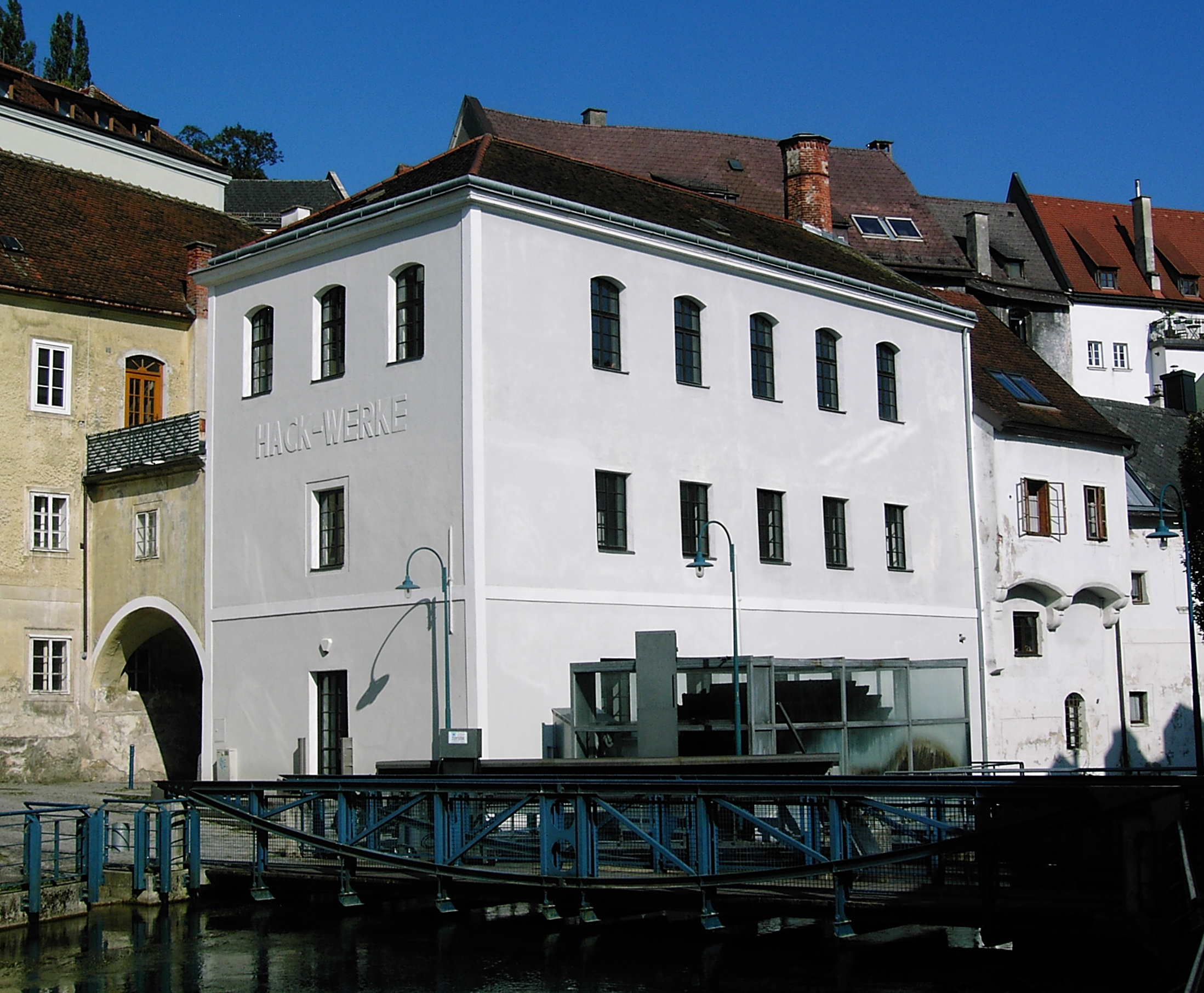
Betriebsgebäude Hackwehr (ehem. Getreidemühle)
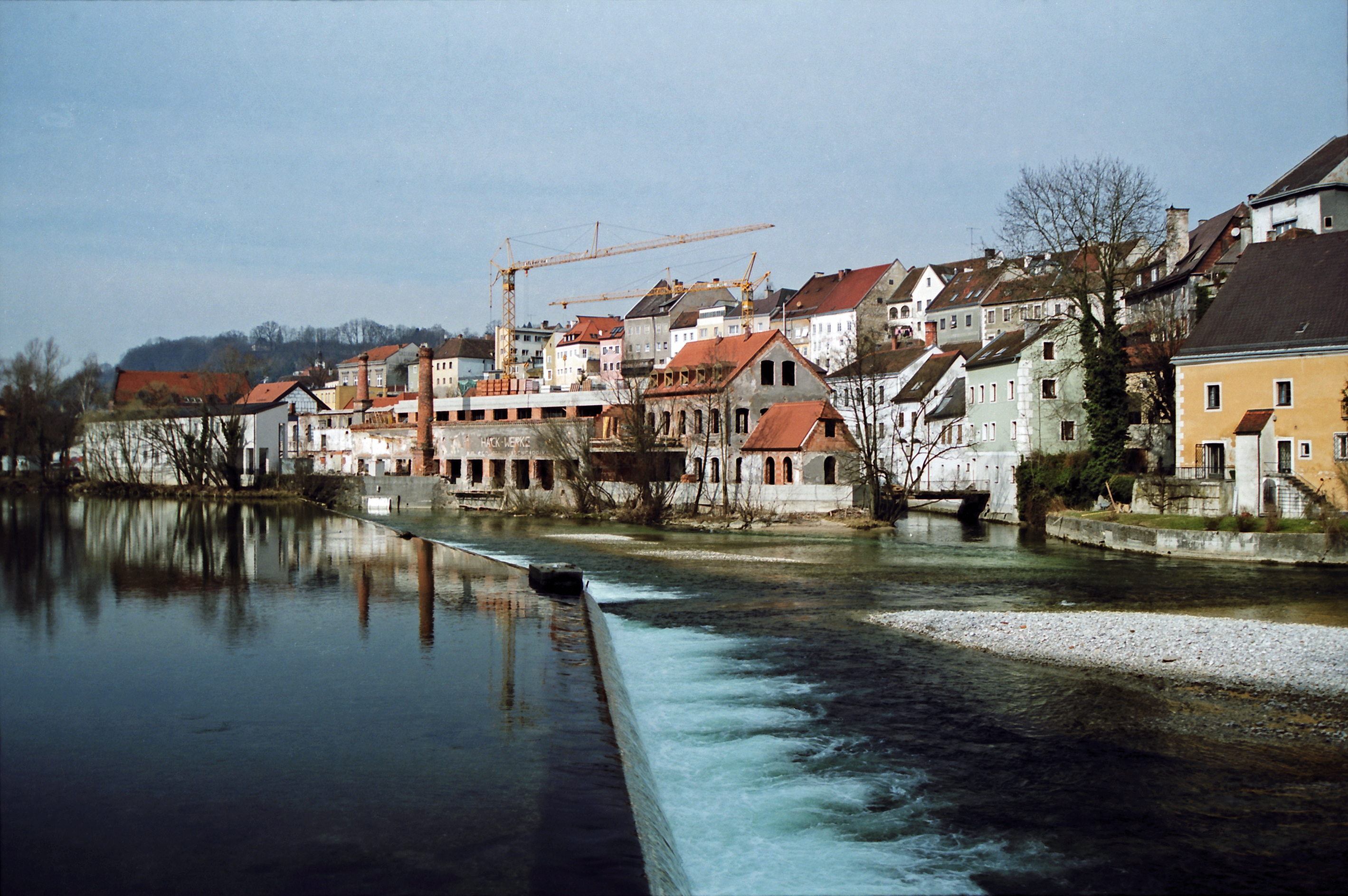
Haindlmühl-Wehr und Wehrgraben-Mündung (Zeugstätte 4, Hack-Werke)
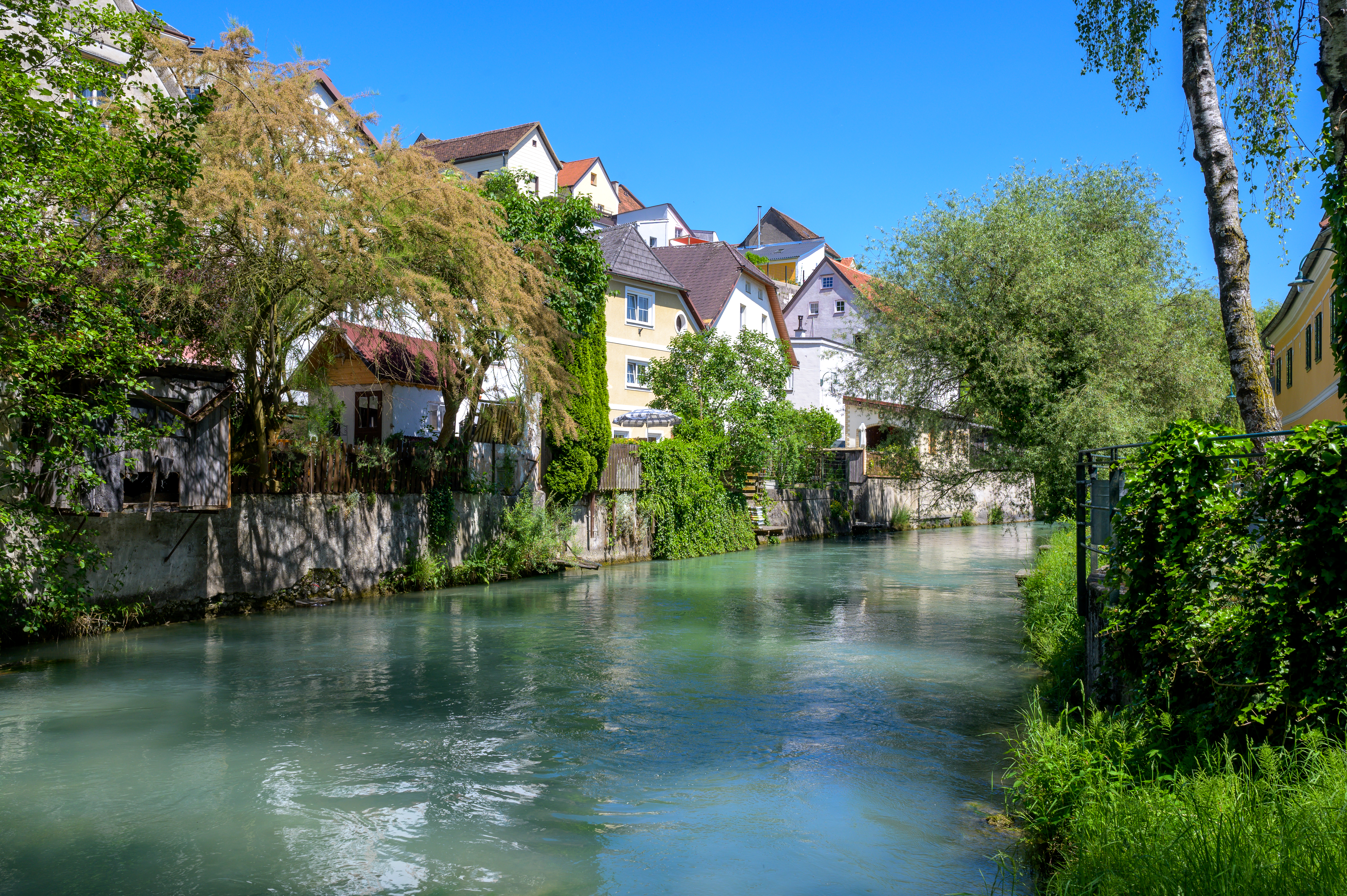
Am Wehrgraben